# Tomeisneria furthi
Tomeisneria furthi är en kackerlacksart som beskrevs av Roth, L. M. 1994. Tomeisneria furthi ingår i släktet Tomeisneria och familjen småkackerlackor. Inga underarter finns listade i Catalogue of Life.